# 惠慶 (清朝將領)
惠慶（？—？），清朝軍事將領。
咸丰三年四月十七（1853年5月24日），由广西左江镇总兵官升任廣西提督。咸丰七年三月二十九（1857年4月23日），因柳州府城为大成国义军攻克而解职。